# Дневник живих мртваца
Дневник живих мртваца (енгл. Diary of the Dead) је амерички хорор филм из 2007. режисера Џорџа Ромера, са Мишел Морган, Џошуом Клоус, Шоном Робертсом, Еми Лалонд и Скотом Вентвортом у главним улогама. Представља пети део у серијалу филмова Живи мртваци Џорџа Ромера, наставак Земље живих мртваца из 2005. и преднаставак Опстанка живих мртваца из 2009.
У филму је смештен други филм под називом Смрт живих мртваца који су снимили неколико студената глуме, са својим професором у бекству од напада зомбија.

## Радња
Након што се после прва 4 филма ситуација са зомби апокалипсом смирила и изгледало је као да је све готово, мајка и син, који су убијени устају из мртвих и нападају групу полицајаца, доктора и новинара чиме започиње нова инвазија зомбија. Седморо пријатеља са својим професором, покушавају да побегну од помахниталих зомбија и притом сниме све што им се дешава на путу. Међутим не иде све по њиховом плану и једно по једно страда.
Дебра Мојнихен, Тони Равело и проф. Ендру Максвел успевају да преживе тако што се затворе у собу панике у кући једног њиховог пријатеља, који се такође претворио у зомбија, док Трејси Турман успева да побегне камп приколицом.

## Улоге
| Глумац           | Улога               |
| ---------------- | ------------------- |
| Мишел Морган     | Дебра Мојнихен      |
| Скот Вентворт    | Проф. Ендру Максвел |
| Шон Робертс      | Тони Равело         |
| Еми Лалонд       | Трејси Турман       |
| Џошуа Клоус      | Џејсон Крид         |
| Џо Диникол       | Елиот Стоун         |
| Филип Рико       | Ридли Вилмот        |
| Крис Виолет      | Гордо Торсен        |
| Татјана Манслани | Мери Декстер        |
| Р. Д. Рид        | Семјуел             |
| Меган Парк       | Франсина Шејн       |